# Seminellogon panamicus
Seminellogon panamicus är en mångfotingart som först beskrevs av Chamberlin 1925.  Seminellogon panamicus ingår i släktet Seminellogon och familjen Aphelidesmidae. Inga underarter finns listade i Catalogue of Life.